# Repræsentanternes hus (Cypern)
 For alternative betydninger, se Repræsentanternes hus (flertydig). (Se også artikler, som begynder med Repræsentanternes hus)
Repræsentanternes Hus (Græsk: Βουλή των Αντιπροσώπων Voulī́ tōn Antiprosṓpōn; Tyrkisk: Temsilciler Meclisi) er parlamentet eller nationalforsamlingen på Cypern. Parlamentet har et kammer, det har 83 medlemmer som vælges for en femårig periode; 56 af medlemmerne som folkevalgte repræsentanter og 3 observatører som repræsenterer de maronittiske, latinske og armenske minoriteter. Den tyrkiske folkegruppe har 24 pladser i parlamentet, men disse pladser står ubesatte.